# Cixius incisa
Cixius incisa är en insektsart som beskrevs av Tsaur 1991. Cixius incisa ingår i släktet Cixius och familjen kilstritar. Inga underarter finns listade i Catalogue of Life.